# Assemblage à queue droite

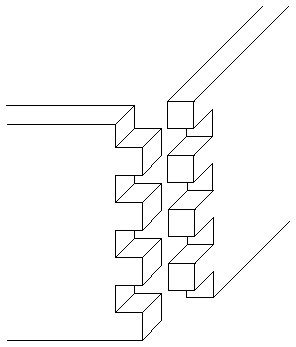
Assemblage à queue droite

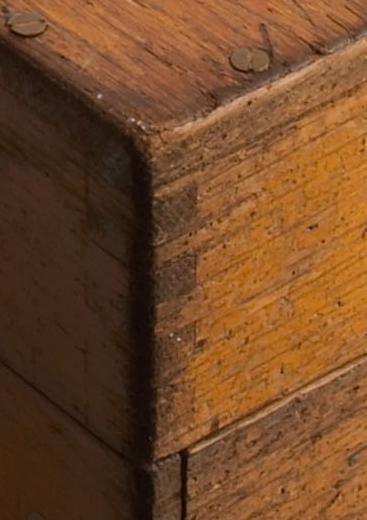
Assemblage à queue droite sur le couvercle d'une machine Enigma.

Un assemblage à queue droite est un assemblage de menuiserie. 
L'assemblage à queue droite présente une grande surface de collage, ce qui permet d'obtenir une liaison solide, sur un principe similaire à celui de l'aboutage. Les assemblage à queue droite sont utilisés pour les coins des boîtes ou des constructions en forme de boîte. Cet assemblage n'a pas les mêmes propriétés d'emboîtement qu'un assemblage à queue-d'aronde, mais il est beaucoup plus simple à réaliser et peut être produit en série assez facilement.

## Création
Les assemblages à queue droite sont généralement créés en utilisant le même profil mais déplacé pour les deux moitiés. Dans les ateliers modernes, ils sont souvent réalisés sur des scies à format. Des machines adaptées peuvent couper l'ensemble de l'assemblage en une seule passe, en utilisant un gabarit approprié, plusieurs pièces, même de sens opposés, pouvant être coupées en même temps. Les assemblages à queue droite étaient traditionnellement produits manuellement à l'aide d'une scie à dos et d'un ciseau, et les ébénistes de qualité utilisent encore ces méthodes. Des gabarits peuvent également être utilisés, comme pour les queues d'aronde, pour aider à produire un résultat cohérent.

## Utilisation
Les assemblages à queue droite sont utilisés pour fabriquer toutes sortes de boîtes. Bien qu'ils soient principalement utilisés pour les assemblages à angle droit, ils peuvent également être utilisés pour les boîtes hexagonales et d'autres formes inhabituelles. Ils sont utilisés pour les côtés des tiroirs et des couvercles, mais pas, en général, pour assembler des panneaux minces à des éléments structurels.